# نیروگاه برق‌آبی کوچک

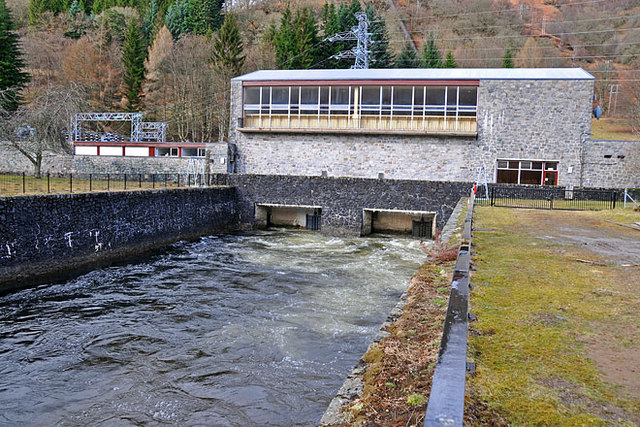
یک نیروگاه کوچک ۲ مگاواتی در پرت‌شایر اسکاتلند.

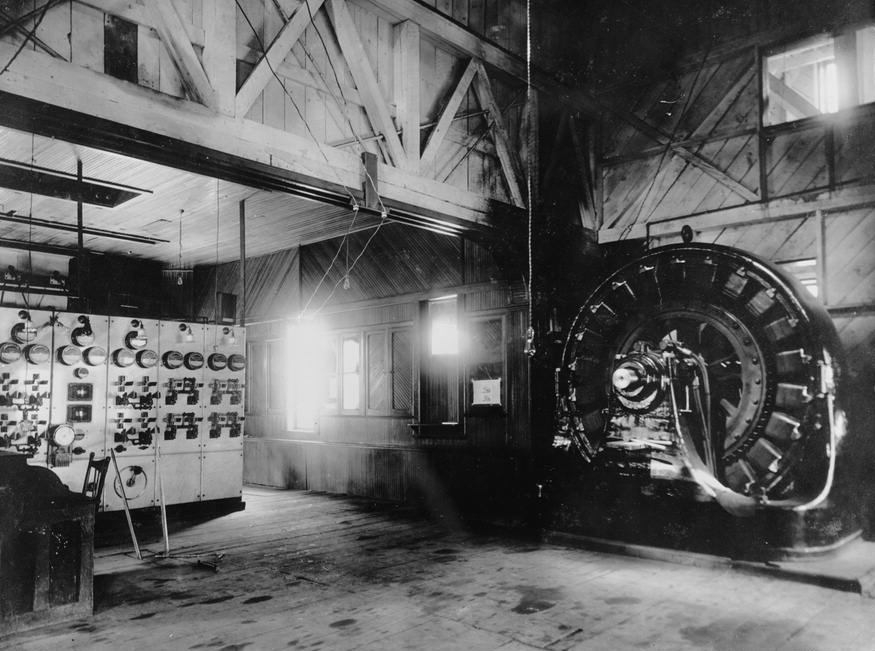
یک نیروگاه در نزدیکی تلیوراید، کلرادو در سال ۱۸۹۵.

نیروگاه برق‌آبی کوچک (به انگلیسی: Small hydro) نوعی نیروگاه برق آبی در مقیاس کوچک است که مناسب برای جامعه و صنایع محلی است و یا به تولید پراکنده در یک شبکه برق منطقه‌ای کمک می کند. تعریف نیروگاه برق‌آبی کوچک متفاوت است، اما ظرفیت تولید برق ۱ تا ۲۰ مگاوات (MW) معمول است. در مقابل بسیاری از پروژه‌های برق‌آبی  از اندازه های بسیار زیادی برخوردار هستند مانند نیروگاه تولید برق در سد سه‌دره با ۲۲،۵۰۰ مگاوات و یا پروژه‌های گسترده‌ای از تنسی ولی آتوریتی. در هند، پروژه‌های برق‌آبی با ظرفیت ایستگاه‌های ۲۵ مگاواتی به عنوان نیروگاه برق‌آبی کوچک (SHP) طبقه‌بندی می‌شوند.
نیروگاه‌های برق‌آبی کوچک ممکن است در مناطقی دور افتاده ساخته شوند که از شبکه برق ملی دور هستند یا در مناطقی که شبکه برق ملی وجود ندارد.